# Mrmoš
Mrmoš (en serbio cirílico : Мрмош) es un pueblo de Serbia, situado en el municipio de Aleksandrovac, en el distrito de Rasina. En el censo de 2011 contaba con 745 habitantes.

## Demografía
| 1948 | 1953 | 1961 | 1971 | 1981 | 1991 | 2002 | 2011 |
| ---- | ---- | ---- | ---- | ---- | ---- | ---- | ---- |
| 1043 | 1106 | 1133 | 1017 | 971  | 954  | 802  | 260  |